# Odontolabis platynota coomani
Odontolabis platynota coomani es una subespecie de coleóptero de la familia Lucanidae.

## Distribución geográfica
Habita en Vietnam.